# Bartolomeo Berrecci
Bartolomeo Berrecci (auch Bartolomeo Berecci oder Berreczy, * um 1480 in Pontassieve bei Florenz; † August 1537 in Krakau) war ein Architekt, Bildhauer und Steinmetz der Renaissance. Berrecci gehörte zur zweiten Generation italienischer Künstler, die am Krakauer Königshof tätig waren.

## Leben

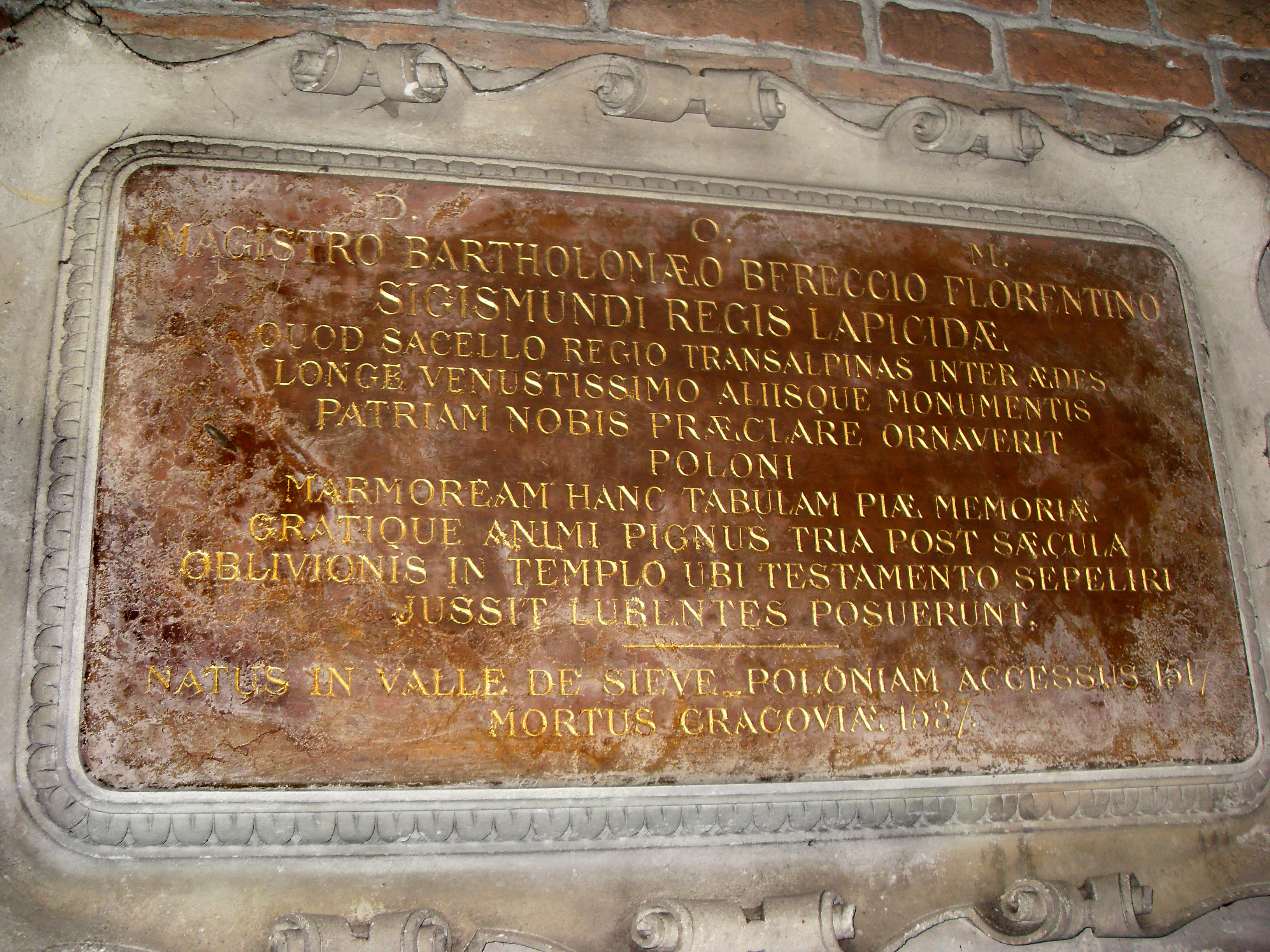
Epitaph Berreccis in der Fronleichnamsbasilika

Bartolomeo Berrecci wurde um 1480 in Pontassieve bei Florenz geboren. Er war wahrscheinlich ein Schüler von Andrea Ferrucci. Er kam 1516 im Auftrag des Erzbischofs und Primas von Polen Jan Łaski nach Krakau. Im gleichen Jahr übernahm er die Werkstatt von Francesco Fiorentino, der kurz zuvor verstorben war. Sigismund I. der Alte übertrug ihm den Weiterbau des 1499 abgebrannten gotischen Königsschlosses auf dem Wawel im Stil der Renaissance. Diesen führte er zusammen mit Meister Benedikt von Sandomir aus. Den Innenhof des Königsschlosses passte er Berrecci den schneereichen und lichtärmeren klimatischen Verhältnissen an, das heißt, er schuf anders als in Italien üblich ein Giebeldach, doppelte höhere Säulen im Innenhof und größere Fenster. Sein Entwurf wurde danach bis in das Zeitalter des Barocks sehr oft in ganz Polen-Litauen in kleinerer Ausfertigung kopiert.
1528 erwarb er die Bürgerrechte der Krakauer Vorstadt Kazimierz. Berrecci war ein sehr gefragter und sehr gut bezahlter Künstler. Berrecci erhielt Aufträge neben dem polnischen Königshof auch Aufträge aus Krakau, Niepołomice, Posen und Tarnów. Als sein Opus magnum gilt die Sigismundkapelle der Wawel-Kathedrale, die er von 1517 bis 1533 als Grabeskapelle für König Sigismund, seinem wichtigsten Mäzen, für dessen kurz zuvor verstorbene Ehefrau Königin Barbara Zápolya schuf. Hierfür nahm er auch weitere bedeutende italienische Architekten und Künstler in seine Werkstatt auf, unter anderem Bernardino Zanobi de Gianotis, Giovanni Cini, Filippo da Fiesole, Nicolas Castiglione und die fünf Brüder Soli sowie zuletzt Giovanni Maria Mosca. Die Sigismundkapelle wurde zum Mausoleum der letzten Jagiellonen und gilt als schönster italienischer Renaissancebau außerhalb Italiens. Sie diente als Vorbild für hunderte von Kapellen in Polen-Litauen, die in den nächsten zweihundert Jahren entstehen sollten. Das Interessante hierbei ist, dass es in Italien kein Vorbild für die Form der Sigismundkapelle gab. Jedoch hat Leonardo da Vinci einen nie realisierten Entwurf für eine Kapelle entworfen, der der Sigismundkapelle sehr ähnlich ist. Ob Berrecci die Planzeichnung seines toskanischen Landmanns kannte, ist jedoch unbekannt.
Berrecci war Eigentümer mehrerer Häuser am Marktplatz, einiger Palais, zweier Marktstände sowie mehrere Ziegeleien. In Krakau heiratete er zunächst Małgorzata Szelągówna und danach Dorota Czarnowoyska. Sein Erfolg brachte ihm viele Neider unter den weniger betuchten italienischen Künstlern in Krakau. So wurde er im Sommer 1537 auf dem Krakauer Marktplatz vor dem Potocki-Palais von einem Landsmann erdolcht. Gemäß seinem Testament wurde er in der St.-Anna-Kapelle der Fronleichnamsbasilika in Kazimierz bestattet. Sein Epitaph in der Basilika ist erhalten. Berrecci gilt neben Francesco Fiorentino als wichtigster Vertreter der florentinischen Hoch-Renaissance im östlichen Mitteleuropa.

## Schaffen

### Bauwerke
Von den Werken Bartolomeo Berrecci sind erhalten:
- Sigismundkapelle der Wawel-Kathedrale
- Ost- und Südflügel des Königsschlosses auf dem Wawel in Krakau
- Umbau des Königsschlosses in Niepołomice
- Villa Decius in Krakau – teilweise Urheberschaft umstritten
- Balkone der Krakauer Marienkirche

### Figuren
Von den Werken Bartolomeo Berrecci sind erhalten:
- Grabmal des Bischofs Jan Konarski in der Konarski-Kapelle der Wawel-Kathedrale
- Grabmal des Bischofs Jan Lubrański im Posener Dom
- Baldachin am Grabmal König Ladislaus II. im Hauptschiff der Wawel-Kathedrale
- Grabmal von Barbara Tarnowska in der Kathedrale in Tarnów
- Grabmal des Bischofs Piotr Tomicki in der Tomicki-Kapelle der Wawel-Kathedrale
- Grabmal des Kastelans und Großkronschatzmeisters Mikołaj Szydłowiecki des Jüngeren in der Sigismundkirche in Szydłowiec